# Geranium subcaulescens
Geranium subcaulescens är en näveväxtart som beskrevs av L'hér. och Dc.. Geranium subcaulescens ingår i släktet nävor, och familjen näveväxter. Inga underarter finns listade i Catalogue of Life.